# Expert Pool
Expert Pool est un jeu vidéo de billard sorti en 1999 sur PC. Le jeu a été développé par Visual Science et édité par Psygnosis.